# Loi de von Mises
Dans la théorie des probabilités et en statistiques, la loi (distribution) de von Mises (appelée également distribution normale circulaire ou distribution de Tikhonov)  est une densité de probabilité continue, nommée d'après Richard von Mises. Elle donne une bonne approximation de la loi normale périodique (en), qui est l'analogue circulaire de la loi normale. Un angle de diffusion {\displaystyle \theta } parcourant un cercle est une variable aléatoire suivant la loi normale périodique avec une variance non périodique qui croît linéairement en temps. D'un autre côté, la loi de von Mises est la distribution stationnaire d'un processus de diffusion et déviation sur le cercle dans un potentiel harmonique, i.e. avec une orientation guidée.
La loi de von Mises est la loi de probabilités à entropie maximale pour une valeur donnée de {\displaystyle z={\rm {e}}^{{\rm {i}}\theta }}. La loi de von Mises est un cas particulier de la loi de von Mises-Fisher sur la N-sphère.

## Définition
La densité de probabilités de la loi de von Mises pour un angle x est donnée par :
{\displaystyle f(x\mid \mu ,\kappa )={\frac {{\rm {e}}^{\kappa \cos(x-\mu )}}{2\pi I_{0}(\kappa )}}}
où I0(x) est la fonction de Bessel modifiée d'ordre 0.
Les paramètres μ et 1/κ sont analogues aux μ et σ2 (moyenne et variance) de la loi normale :
- μ est une mesure de localisation (la distribution est centrée autour de μ),
- κ est une mesure de la concentration (une mesure réciproque de la dispersion statistique).
  - Si κ est nul, la distribution est uniforme.
  - Si κ est très grand, la distribution devient très concentrée autour de μ.

La densité de probabilités peut être exprimée comme une série de fonctions de Bessel
{\displaystyle f(x\mid \mu ,\kappa )={\frac {1}{2\pi }}\left(1+{\frac {2}{I_{0}(\kappa )}}\sum _{j=1}^{\infty }I_{j}(\kappa )\cos[j(x-\mu )]\right)}
où Ij(x) est la fonction de Bessel modifiée d'ordre j.
La fonction de répartition n'est pas analytique et est généralement calculée comme intégrale de la série donnée précédemment. L'intégrale indéfinie de la densité de probabilités est :
{\displaystyle \Phi (x\mid \mu ,\kappa )=\int f(t\mid \mu ,\kappa )\,{\rm {d}}t={\frac {1}{2\pi }}\left(x+{\frac {2}{I_{0}(\kappa )}}\sum _{j=1}^{\infty }I_{j}(\kappa ){\frac {\sin[j(x-\mu )]}{j}}\right).}

## Moments
Les moments de la loi de von Mises sont habituellement calculés comme les moments de z = eix plutôt que de l'angle x. On appelle ces moments « moments circulaires ». La variance calculée à partir de ces moments est également appelée « variance circulaire ». Toutefois, on désigne par la « moyenne » l'argument de la moyenne circulaire, et non la moyenne circulaire elle-même.
Le moment d'ordre n de z est :
{\displaystyle m_{n}=\langle z^{n}\rangle =\int _{\Gamma }z^{n}\,f(x|\mu ,\kappa )\,{\rm {d}}x={\frac {I_{|n|}(\kappa )}{I_{0}(\kappa )}}{\rm {e}}^{{\rm {i}}n\mu }}
où l'intégrale se fait sur tout intervalle Γ de longueur 2π. En calculant cette intégrale, on utilise le fait que zn = cos(nx) + i sin(nx) et l'identité de Bessel :
{\displaystyle I_{n}(\kappa )={\frac {1}{\pi }}\int _{0}^{\pi }{\rm {e}}^{\kappa \cos(x)}\cos(nx)\,{\rm {d}}x.}
La moyenne de z  est alors donnée par
{\displaystyle m_{1}={\frac {I_{1}(\kappa )}{I_{0}(\kappa )}}{\rm {e}}^{{\rm {i}}\mu }}
et la valeur « moyenne » de x est ainsi l'argument μ. Il s'agit donc de la direction moyenne de variables aléatoires angulaires. La variance de z, ou variance circulaire de x est :
{\displaystyle {\textrm {Var}}(x)=1-E[\cos(x-\mu )]=1-{\frac {I_{1}(\kappa )}{I_{0}(\kappa )}}.}

## Entropie
L'entropie de la loi de von Mises est donnée par :
{\displaystyle H=-\int _{\Gamma }f(\theta ;\mu ,\kappa )\,\ln(f(\theta ;\mu ,\kappa ))\,{\rm {d}}\theta \,}
où Γ est un intervalle de longueur 2π. Le logarithme de la densité de la loi de von Mises est directement donné par :
{\displaystyle \ln(f(\theta ;\mu ,\kappa ))=-\ln(2\pi I_{0}(\kappa ))+\kappa \cos(\theta ).}
La fonction caractéristique de la loi est donc :
{\displaystyle f(\theta ;\mu ,\kappa )={\frac {1}{2\pi }}\left(1+2\sum _{n=1}^{\infty }\phi _{n}\cos(n\theta )\right)}
avec {\displaystyle \phi _{n}=I_{|n|}(\kappa )/I_{0}(\kappa )}. Les calculs donnent alors :
{\displaystyle H=\ln(2\pi I_{0}(\kappa ))-\kappa \phi _{1}=\ln(2\pi I_{0}(\kappa ))-\kappa {\frac {I_{1}(\kappa )}{I_{0}(\kappa )}}}
On retrouve, pour κ = 0, que la loi de von Mises est la loi uniforme circulaire (en) et l'entropie devient maximale et vaut ln(2π).